# Guaranita
Guaranita (лат.) — род пауков-сенокосцев (Pholcidae). Известно 5 видов. Эндемики Южной Америки (Аргентина, Бразилия, Парагвай).

## Этимология
Родовое название Guaranita происходит от гуарани — индейского языка, на котором говорят более 2,5 млн человек в Боливии, Парагвае, Аргентине и Бразилии.

## Описание
Мелкие коротконогие пауки с шаровидным брюшком, длина тела около 1 мм. Основная окраска красновато-коричневая и желтовато-серая. Формула ног 4-1-2-3. Глазничная область едва приподнята, имеют восемь глаз. Карапакс без торакальной борозды. Стернум немного шире длины, с парой закругленных передних отростков вблизи тазиков первой пары ног. Хилицеры с парой длинных фронтальных апофизов; со стридуляционными файлами на относительно небольших латеральных пятнах, с ~15—25 стридуляционными гребнями на каждом.

## Биология
Виды Guaranita auadae, G. dobby и G. goloboffi были найдены в относительно засушливых местах с кактусами и низкими кустарниками, а виды G. munda и G. yaculica были собраны в сухих и влажных лесах. В засушливых условиях образцы собирали, переворачивая камни и скалы, в более влажных — стряхивая лежащие на земле мертвые бромелиевые, просеивая листовую подстилку. Guaranita munda была собрана при переворачивании камней неплотно сложенной стены, расположенной в низкорослом лесу. Потревоженные переворачиванием камня, пауки быстро пробегали несколько сантиметров по поверхности камня, но на землю падали неохотно. Паутины в полевых условиях не наблюдались, но пауки быстро строили хлипкие паутинки в небольших стеклянных флаконах. Среди других пауков-фольцид, обитающих в микроместообитаниях Guaranita, были Gertschiola macrostyla и Nerudia spp. (Ninetinae), а также несколько мелких неописанных представителей Modisiminae. Яйцевые мешки находились под просомой и содержали 5—8 яиц, расположенных в один слой; таким образом, они являются одними из самых маленьких яйцевых мешков, известных у фольцид (Huber & Eberle 2021).

## Систематика
Известно 5 видов. Отличаются от большинства других родов подсемейства Ninetinae дорсальной створкой на прокурсусе; от рода Galapa, имеющего общий дорсальный отросток на прокурсусе, парой заметных апофизов на хелицерах самцов (отсутствуют у Galapa) и немодифицированными клыками хелицер самцов (с отростками у Galapa). Молекулярный анализ Eberle et al. (2018) включал только один вид Guaranita (G. yaculica), который был отнесен (с умеренной поддержкой) как сестринский к южноамериканским родам Ninetinae Pemona и Kambiwa.
- Guaranita auadae Huber, 2023 — Аргентина
- Guaranita dobby Torres, Pardo, González-Reyes, Rodríguez Artigas & Corronca, 2016 — Аргентина[5]
- Guaranita goloboffi Huber, 2000 — Аргентинаtypus[2].
- Guaranita munda (Gertsch, 1982) — Бразилия, Аргентина
  - Pholcophora munda  Gertsch, 1982[6]
- Guaranita yaculica Huber, 2000 — Аргентина, Парагвай[2].